# Jan Müller
Jan Allan Müller (25 luglio 1969) è un ex calciatore faroese, di ruolo attaccante.